# Hale T-Pole
Tevita Hale Nai Tuʻuhoko znany jako Hale T-Pole lub Hale T Pole (ur. 30 kwietnia 1979 w Longolongo) – tongijski rugbysta, reprezentant kraju, uczestnik finałów Pucharu Świata w 2007 roku. Obecnie występuje na pozycji rwacza w japońskim Suntory Sungoliath.

## Kariera klubowa
W 1999 roku T-Pole trafił do zespołu z nowozelandzkego regionu Otago. Spędził tam jeden sezon, po czym przeniósł się do drużyny z Southland. Równolegle, od 2004 roku, Hale występował w grającym w Super 12 klubie Highlanders. Oba te zespoły opuścił po Pucharze Świata w 2007 roku. Wówczas to został sprowadzony do walijskiego Ospreys, by pomóc drużynie borykającej się z kontuzjami podstawowych graczy. W klubie z Llanelli wystąpił jedynie 8 razy i zgodnie z jednorocznym kontraktem po sezonie Don musiał szukać nowego klubu. Obecnie występuje w Suntory Sungoliath – klubie z Fuchū w prefekturze Tokio.

## Kariera reprezentacyjna
T-Pole występował w reprezentacji Nowej Zelandii do lat 21, jednak zdecydował się reprezentować dorosłą drużynę Tonga. Jednak zanim do tego doszło, w 2006 roku Hale zdążył wystąpić w dwóch spotkaniach (przeciw Walii i Irlandii) w barwach Pacific Islanders. W kadrze Tongijczyk zadebiutował w meczu z Koreą Południową 10 lutego 2007 roku, w którym zdobył również swoje pierwsze przyłożenie. We wrześniu wystąpił w finałach Pucharu Świata, gdzie obok Nili Latu i Finau Maki był jednym z kluczowych zawodników swojej drużyny. We Francji wystąpił jednak jedynie w trzech spotkaniach, ponieważ w pojedynku z odwiecznymi rywalami – Manu Samoa T-Pole ujrzał czerwoną kartkę za atak na Leo Lafaialiʻi i w następnym meczu musiał pauzować. W listopadzie 2008 zaliczył kolejne trzy spotkania dla Pacific Islanders, a w roku 2009 wziął udział w Pucharze Narodów Pacyfiku z ʻIkale Tahi.